# Campaña Naval de 1814
En la Campaña Naval de 1814 la escuadra de las Provincias Unidas del Río de la Plata derrotó a la marina realista en los combates de Martín García y Montevideo cerrando por mar el bloqueo de esa plaza y asegurando de esa manera su caída en momentos en que la situación de la revolución era desesperada. Junto a la batalla de Tucumán es considerada uno de los momentos claves para la suerte de la Guerra de la Independencia Argentina.

## Antecedentes
El 25 de mayo de 1810 se produjo un movimiento revolucionario en Buenos Aires que depuso al virrey Baltasar Hidalgo de Cisneros y formó una Junta Provisoria de Gobierno. Montevideo decidió desconocer su autoridad y reconocer al Consejo de Regencia de España e Indias establecido en Cádiz.
Las nacientes Provincias Unidas del Río de la Plata enviaron tropas a la Banda Oriental y sublevada la campaña tras el «Grito de Asencio», la ciudad de Montevideo fue sitiada por tierra por las milicias bajo el mando de José Gervasio Artigas y las fuerzas de Buenos Aires al mando de José Rondeau.

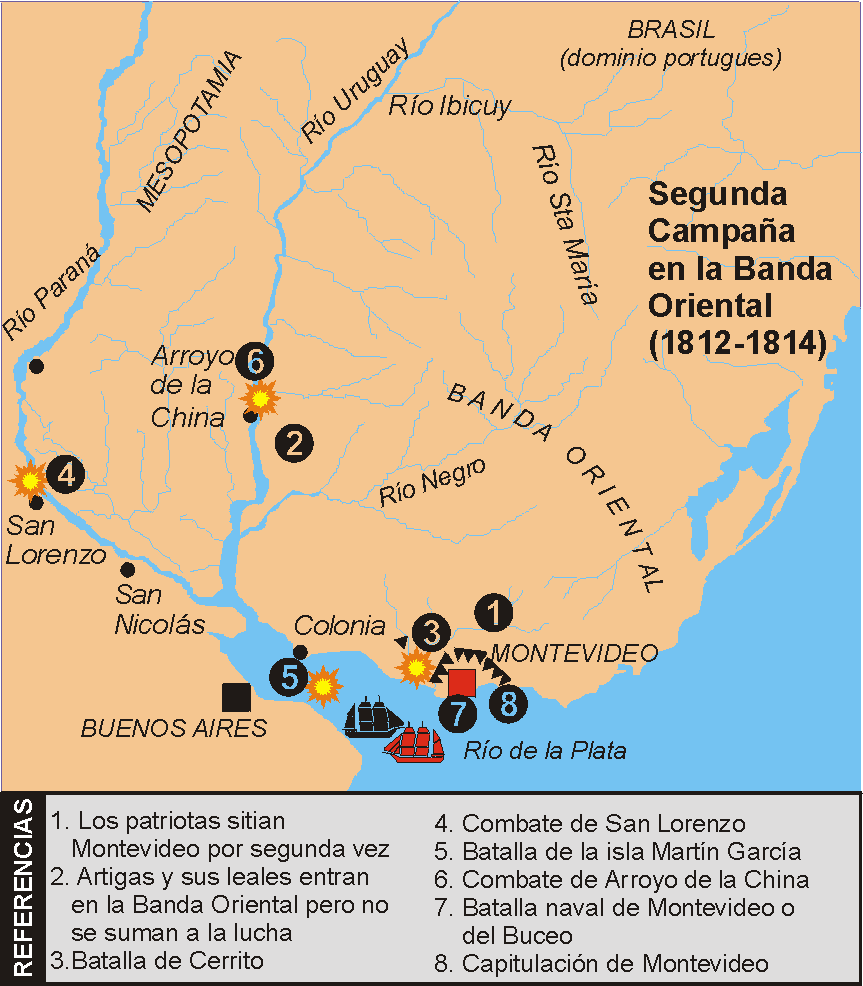

No obstante, la Junta había permitido retirarse de Buenos Aires a los oficiales de marina afectados al Apostadero de Montevideo, el cual de esta manera y bajo el mando de José María Salazar mantuvo plena capacidad operativa, por lo que el Río de la Plata y los ríos Uruguay y Paraná permanecieron bajo el control de la escuadra realista. La primera flotilla naval patriota, que se dirigía por el río Paraná llevando refuerzos al ejército de Manuel Belgrano en campaña contra la rebelde Intendencia del Paraguay, fue destruida el 2 de marzo de 1811 por la escuadra de Montevideo al mando de Jacinto de Romarate en el Combate naval de San Nicolás.
En esas circunstancias, Montevideo estuvo en condiciones de bloquear a su vez al puerto de Buenos Aires, bombardearlo en tres oportunidades, efectuar incursiones en los ríos interiores para obtener abastecimientos y consiguientemente impedir la caída de la plaza.

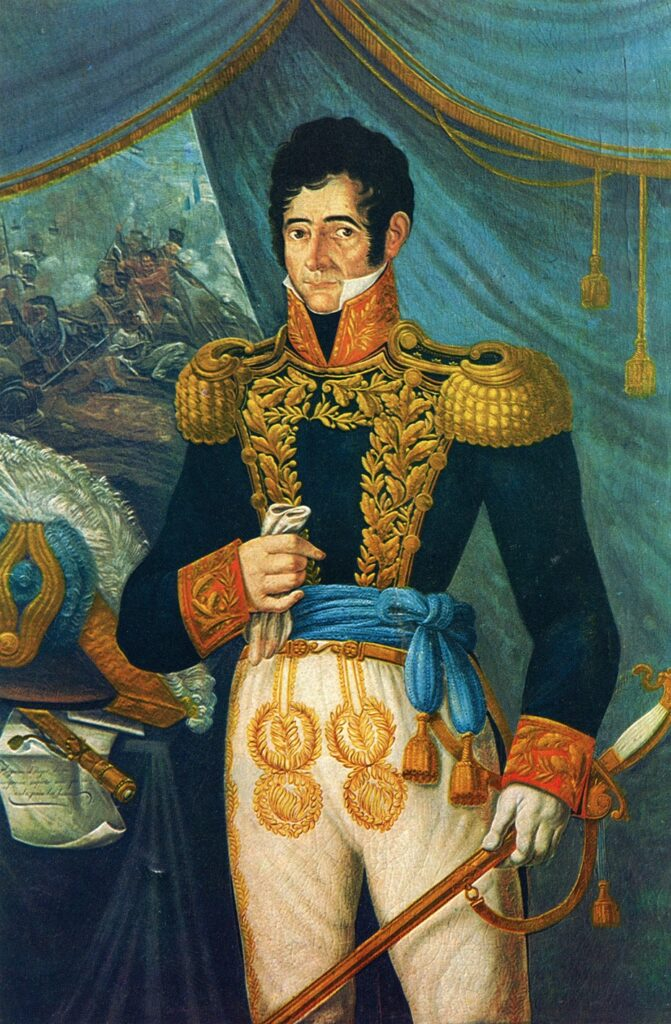
José Rondeau.

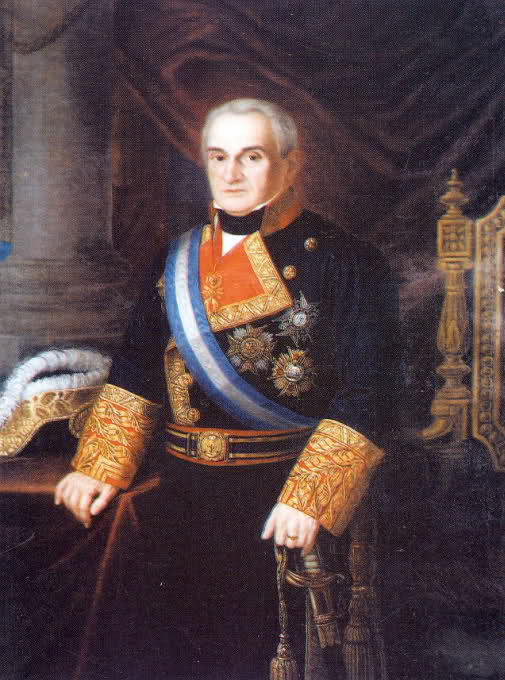
Gaspar de Vigodet.

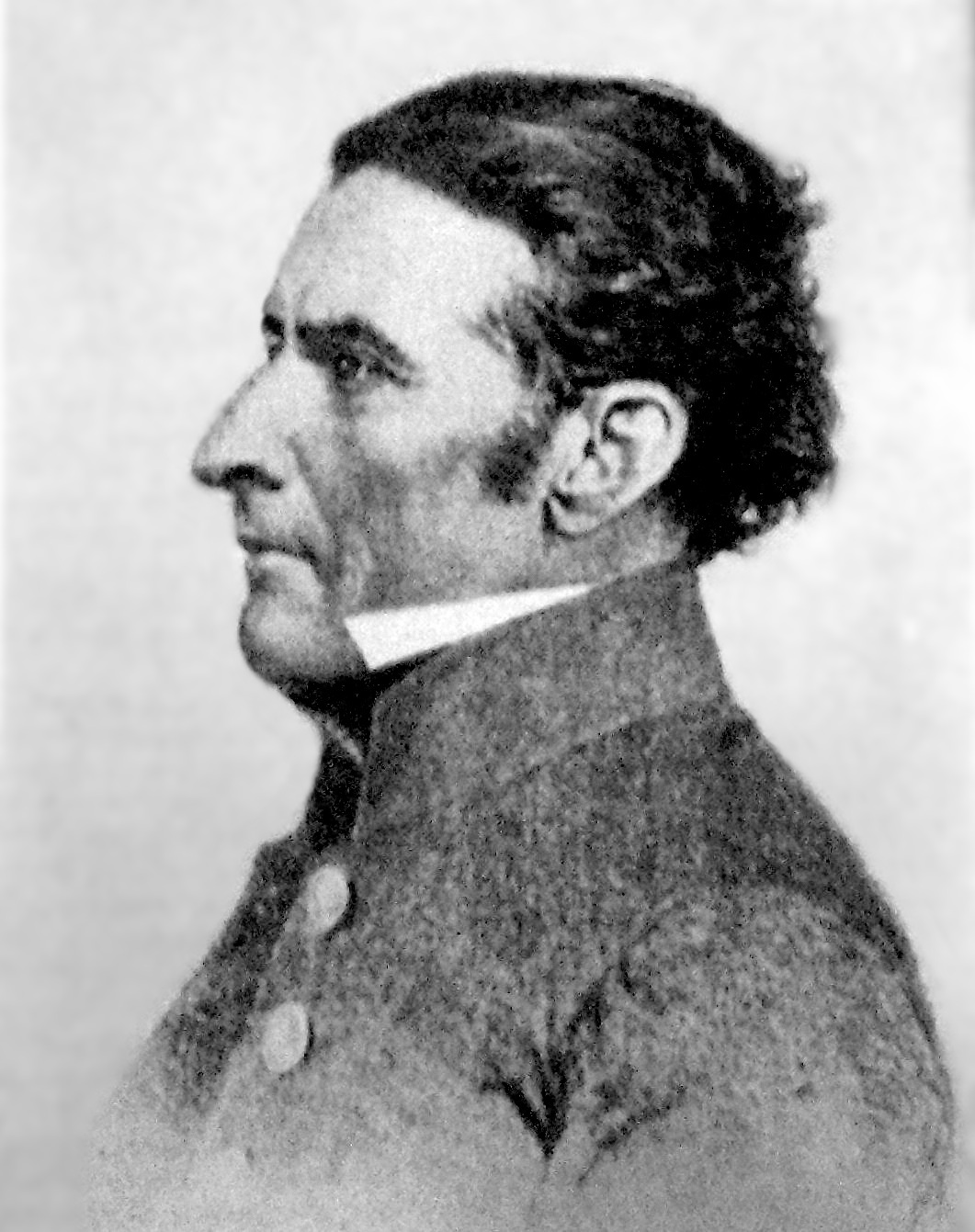
José Gervasio Artigas.

Tras el fracaso del armisticio pactado el 20 de octubre de 1811 entre el Primer Triunvirato y el Virrey Francisco Javier de Elío, el 20 de octubre de 1812 se inició el segundo sitio de Montevideo al mando de José Rondeau. El gran número y la tenacidad de los defensores, así como su control de los ríos y la falta de medios de los atacantes, especialmente artillería de grueso calibre y pólvora, impidieron capturar la plaza.
Por otra parte, los defensores aunque superiores en número a los sitiadores eran incapaces de romper el cerco y, sobre todo, controlar la campaña circundante. Por añadidura algunas expediciones organizadas por los sitiados para obtener víveres fracasaron (entre ellas la derrotada por José de San Martín en el Combate de San Lorenzo), y lo obtenido no alcanzaba para cubrir las necesidades de la plaza, que se vio crecientemente acuciada por el hambre y las enfermedades, principalmente el escorbuto. Así, el frente oriental se mantuvo sin mayores cambios hasta 1814.
Pero esa situación era insostenible para los revolucionarios. Manuel Belgrano retrocedía sobre la línea de La Quiaca tras las derrotas en Vilcapugio y Ayohuma, con lo cual el norte volvía a estar en peligro y el ejército peruano iniciaba contactos con el gobernador de Montevideo capitán general Gaspar de Vigodet para coordinar sus operaciones ulteriores. En el oeste Cuyo estaría pronto amenazada: Chile era invadido por las tropas de Lima y presa de conflictos internos se encaminaba al desastre de Rancagua. Paraguay se mantenía autónomo, no aportaba a la lucha e incluso mantenía contactos comerciales con Montevideo En el frente oriental la amenaza de una invasión portuguesa estaba siempre vigente, Montevideo ya encerraba una guarnición que duplicaba el ejército que la sitiaba ya sin esperanza de rendirla y José Gervasio Artigas sublevaba la campaña oriental promoviendo la defección de la Provincia de Entre Ríos y la de Corrientes. Y por sobre todo, en la península Fernando VII regresaba al trono, una gran expedición era prevista en corto plazo, el Río de la Plata era el objetivo principal y el control de Montevideo la clave de su éxito.

## La segunda escuadra

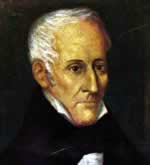
Gervasio Antonio de Posadas.

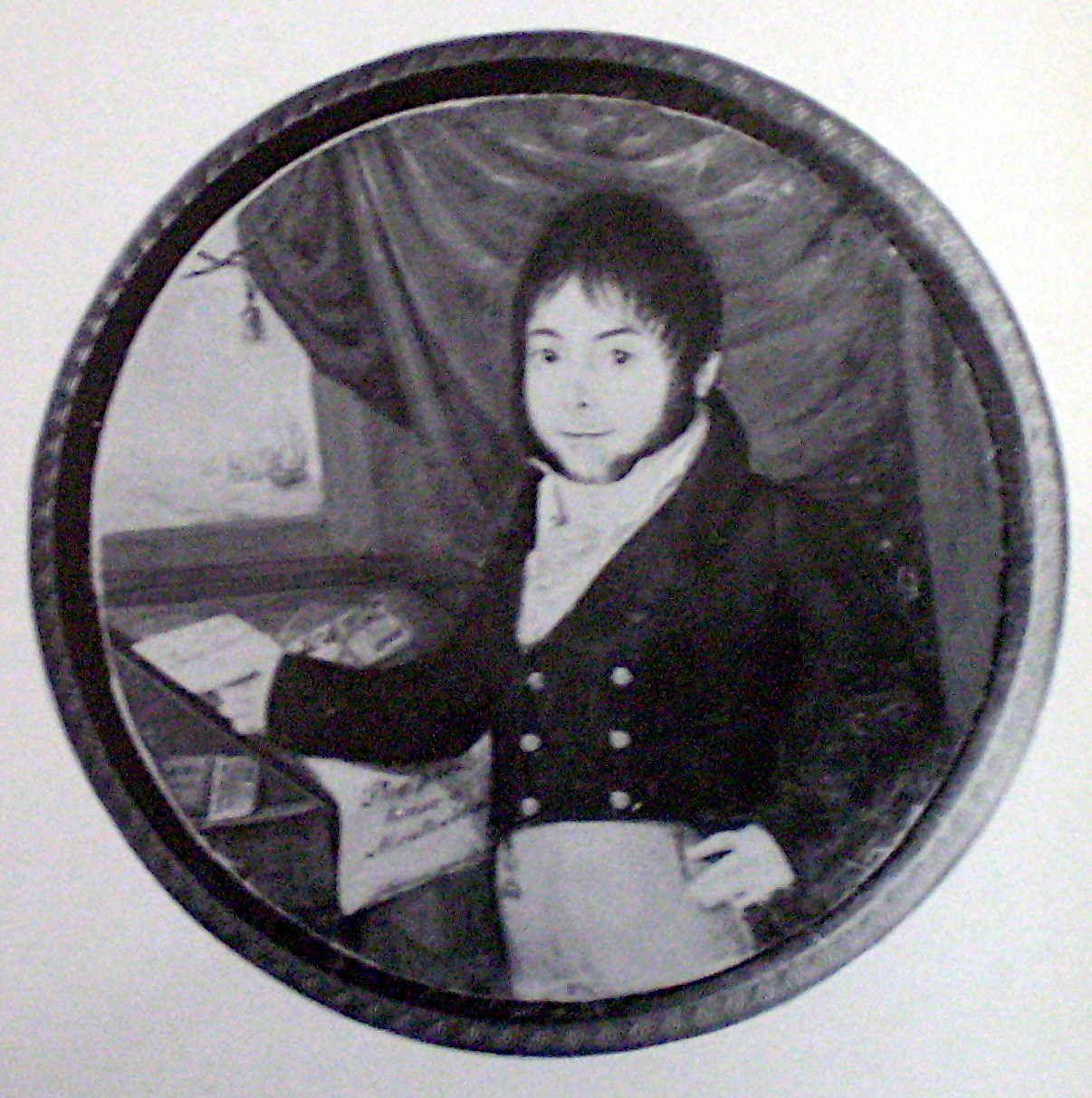
Juan Larrea.

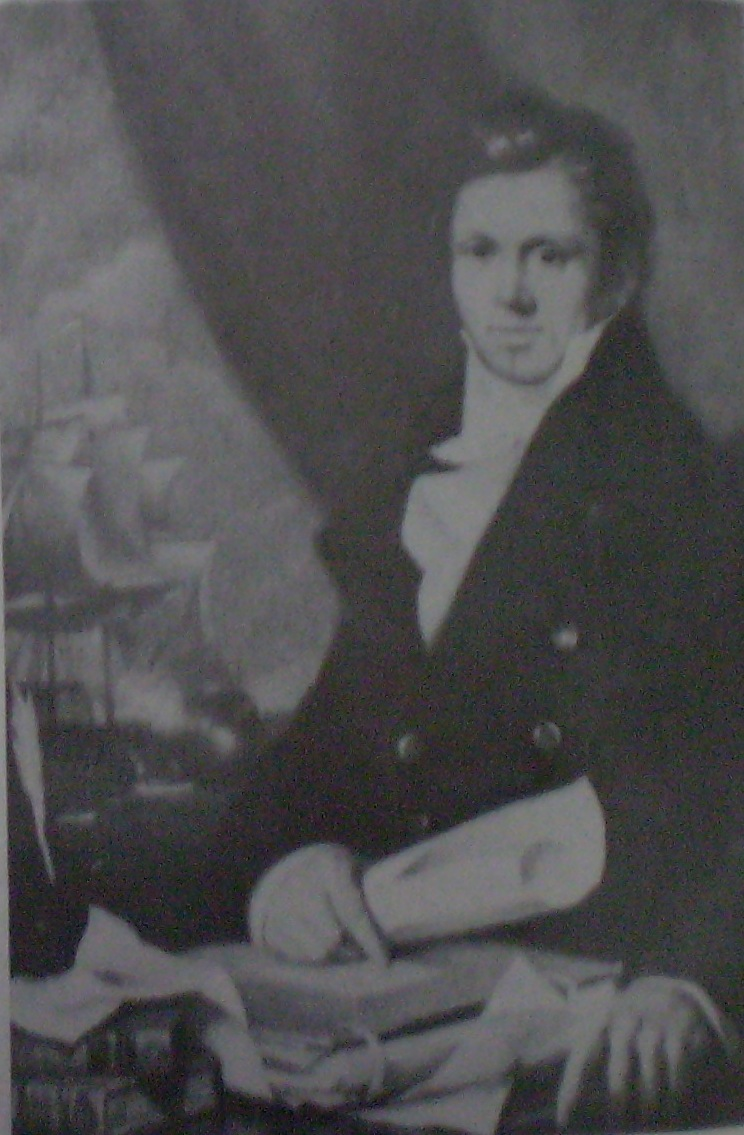
William Porter White.

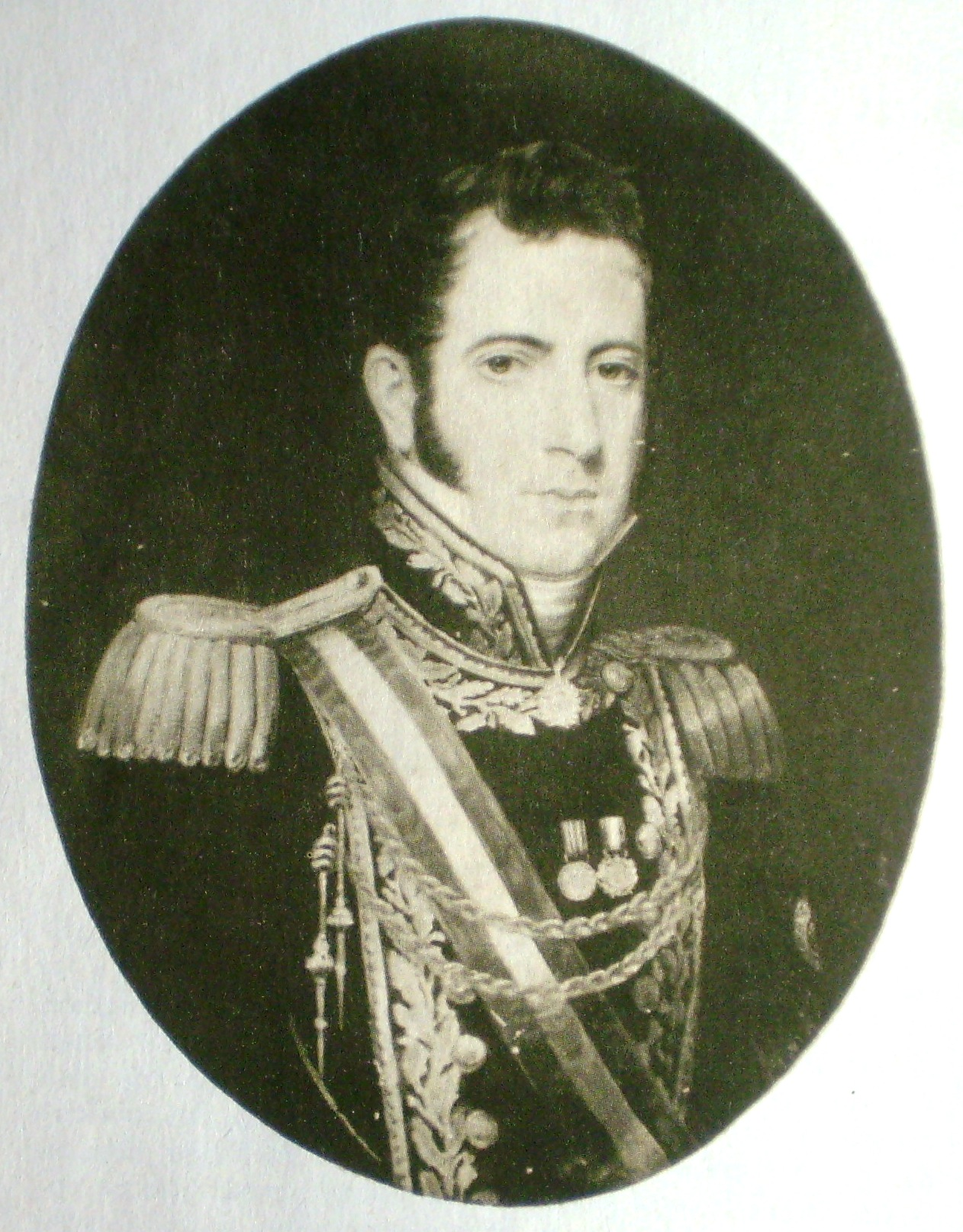
Carlos María de Alvear.

El 5 de noviembre de 1813 por la renuncia de José Julián Pérez se incorporaba Juan Larrea al Segundo Triunvirato, junto a Gervasio Antonio Posadas y Nicolás Rodríguez Peña.

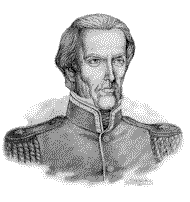
Martín Jacobo Thompson.

Larrea empezó a evaluar la factibilidad de levantar una nueva escuadra para forzar la situación en el frente oriental. Pronto quedó de manifiesto que las posibilidades de que el estado lo hiciera eran nulas.
Las fuerzas navales eran inexistentes: sólo se disponía de una balandra y del
lanchón del puerto. El Arsenal contaba apenas con 30 cañones y carronadas de distintos calibres y casi inútiles por el uso, unos pocos fusiles y menos de 200 quintales pólvora. No había en depósito jarcias, madera, betún, lonas, cables ni implemento alguno. No existía ni experiencia ni protocolos para la recluta e instrucción de oficiales, marineros ni infantes de marina. Finalmente, y principal condicionante para revertir esa situación, el tesoro contaba con sólo mil pesos, los recursos de aduana eran mínimos debido al bloqueo y el crédito estaba agotado.
Larrea optó entonces por promover un convenio con el norteamericano William Porter White, rico comerciante nativo de Pittsfield, Massachusetts, y comprometido entonces con la causa revolucionaria, quien adelantaría los fondos necesarios para financiar la adquisición de los navíos y su equipamiento, con cargo a una posterior compensación, ligada indefectiblemente al éxito de la empresa. El 28 de diciembre de 1813 se firmó el convenio entre el Triunvirato y White para que «…proceda a comprar y reunir cuanto se haga necesario para poner en el río una fuerza tan respetable, que no sea aventurado el éxito (…) sin detenerse en los precios, pues que una vez comenzados los gastos toda mezquindad que retardase el armamento, podría ser muy fatal y acaso hacer que todo fuese perdido.»
A comienzos de 1814 se optó por concentrar el poder ejecutivo en el llamado Director Supremo de las Provincias Unidas del Río de la Plata. Fue elegido Gervasio Antonio Posadas y Juan Larrea fue nombrado como ministro de hacienda, por lo que el proyecto se mantuvo en pie.

### Naves
El 22 de diciembre de 1813 arribó a Buenos Aires procedente de Liverpool la fragata mercante Hércules, de construcción rusa, al mando del capitán William Coffin. Consignada a Diego Brittain, fue ofrecida en venta por su agente el capitán Goodfellow y adquirida a cuenta del estado el 27 de ese mes por Larrea y White, por $ 25 000 (mitad al contado y el resto a abonar con garantía de Aduanas). La fragata Hércules se incorporó a la escuadra el 4 de enero de 1814 al mando del Sargento Mayor Elías Smith con el numeral #1, y se convirtió en nave insignia de la flota el 1 de marzo de 1814. Portaba 350 toneladas, tenía 38 m de eslora, 8 de manga, 5,8 m de puntal y un calado de 2,25 m. Montaba 4 cañones de a 24; 8 cañones de a 18; 12 cañones de a 6 y 6 pedreros (en total 30 piezas) y era tripulada por ciento veinte marineros y reclutas y sesenta soldados.
La corbeta Céfiro, un antiguo mercante inglés, lento y pesado, comprado en el puerto de Buenos Aires por Larrea y White,  se incorporó a la escuadra el 1 de enero de 1814 con el #2. Su primer comandante fue el sargento mayor Elías Smith, que al poco tiempo pasó a comandar la Hércules y fue reemplazado por Santiago King y luego por el sargento mayor Oliver Russell hasta el 21 de febrero de 1814. Tenía 220 toneladas, 34 metros de eslora, 5 metros de manga, 5,3 m de puntal y 2 m de calado medio, montaba 14 carronadas de a 9 y 12 libras y 2 cañones largos de a seis. Era tripulada por 70 marineros y reclutas y 40 soldados.
El 15 de febrero se compró en la suma de 22000 pesos la fragata Belfast que se incorporó a la escuadra nominalmente el 21 de febrero de ese año pero debiendo ser alistada se sumó efectivamente a la flota recién en el mes de abril con el numeral #3, portando 18 cañones de a 12 libras, 2 de a 9 y 2 de a 6, todos en cubierta y mitad por cada banda.
El 23 de diciembre de 1813 se adquirió la corbeta Agradable (235 t, 22 cañones, entre 155 y 180 hombres) en la suma de 24000, incorporándose el 15 de marzo de 1814 con el numeral #4.
Se adquirieron también el bergantín Nancy (#7), de origen norteamericano, que desplazaba 120 t, tenía 29 m de eslora, 4 de manga, 4.2 de puntal y 2 m de calado medio, montaba seis cañones de 10 libras, siete de a 4 y dos largos de a 6, y era tripulado con sesenta y tres marineros y reclutas y treinta y dos soldados, puesto al mando del sargento mayor Richard Leech; la goleta Juliet (#8), botada en Baltimore, que desplazaba 150 t y tenía 27 m de eslora, 3.2 de manga, 3.1 de puntal y 1.8 m de calado medio, montaba un cañón largo de a 24 libras, en colisa, dos carronadas de a 18, dos de a 12 y cuatro de a 6, era tripulada con sesenta marineros y reclutas y cuarenta soldados y estaba al mando del teniente coronel Benjamin Franklin Seaver), la goleta Fortuna (#13), que desplazaba 90 t y tenía 20 m de eslora, 5 de manga, 3 de puntal y 1,8 m de calado, estaba armada con 8 piezas de a 6 y 7 de a 4, y la tripulaban 60 hombres al mando de John Nelson, el falucho San Luis (15 t de desplazamiento, 16 de eslora, 2.2 de manga, 2 de puntal y 0.9 m de calado medio; 1 cañón de a 18, y una dotación máxima de 15 hombres al mando del Sargento Mayor John Handel). y la balandra Carmen (48 toneladas, 18 m de eslora, 4.5 de manga, 2 de puntal y 1.5 m de calado; 1 pieza de a 12 y 4 de a 6, 42 hombres al mando de  Samuel Spiro).

### Tripulación
La indisciplina de la tripulación de la primera escuadrilla, principal causa de su derrota, había demostrado claramente la importancia de no descuidar ese factor, pese a las urgencias del momento. Se precisaba personal que tuviera mejor manejo del velamen al habitual en la marinería mercante, que mantuviera la sangre fría en situaciones de combate y abordaje y se precisaban artilleros entrenados. El 2 de enero de 1814 White encargó la recluta al marino mercante inglés Roberto Baxter.
La guarnición de los buques (lo que más tarde serían llamados infantes de Marina), los artilleros, sirvientes de pieza y armeros fueron en buena medida aportados por las milicias. Parte de la marinería fue reclutada por el capitán de puerto, sargento mayor de Marina Martín Jacobo Thompson, entre los presos que fueran marineros (exceptuando los reputados como peligrosos o condenados a pena capital), que hizo efectiva en un número cercano al centenar; parte fue leva de indios jornaleros del campo, y el resto en gran medida fue aportado por los buques mercantes del puerto o militares reclutados en Brasil.
En cuanto a condestables artilleros, gavieros, cuartel maestres y restantes puestos claves profesionales y de mando fueron cubiertos por extranjeros, ingleses, escoceses, irlandeses y norteamericanos en su mayoría reclutados en aguas del Brasil, considerando algunos autores que provenían en gran medida de los buques de la estación británica en Río de Janeiro y los alternados en el Plata, legalmente contratados como voluntarios para la escuadra patriota pero que una vez enrolados pasaban a las listas de "desertores" de la Royal Navy, lo que llegó a motivar reclamos de los comandantes de las fuerzas británicas en el Plata, comodoros Manley Hall Dixon y su sucesor William Bowles, al Director Posadas por la deserción de marineros británicos, la que según aducían era fomentada por agentes del gobierno argentino con promesas de protección y dinero. Sin embargo ninguno de ellos insistieron sobre el tema hasta casi finalizada la campaña, cuando Dixon reclamó la captura de desertores británicos a bordo de la escuadra.
En febrero se aceleró la recluta, superándose los 1500 hombres. Según una lista posterior:
- Sargento 1.º         : 1 de infantería
- Sargentos 2°        : 16 de tierra
- Pilotos 1°          : 2
- Piloto 2.º           : 1
- Pilotos prácticos   : 5
- Contramaestres 2.º   : 34
- Timoneles           : 81
- Patrones            : 14
- Calafates           : 15
- Cabos               : 33 (de infantería y de cañón)
- Marineros y soldados: 1.371

### El mando de la escuadra

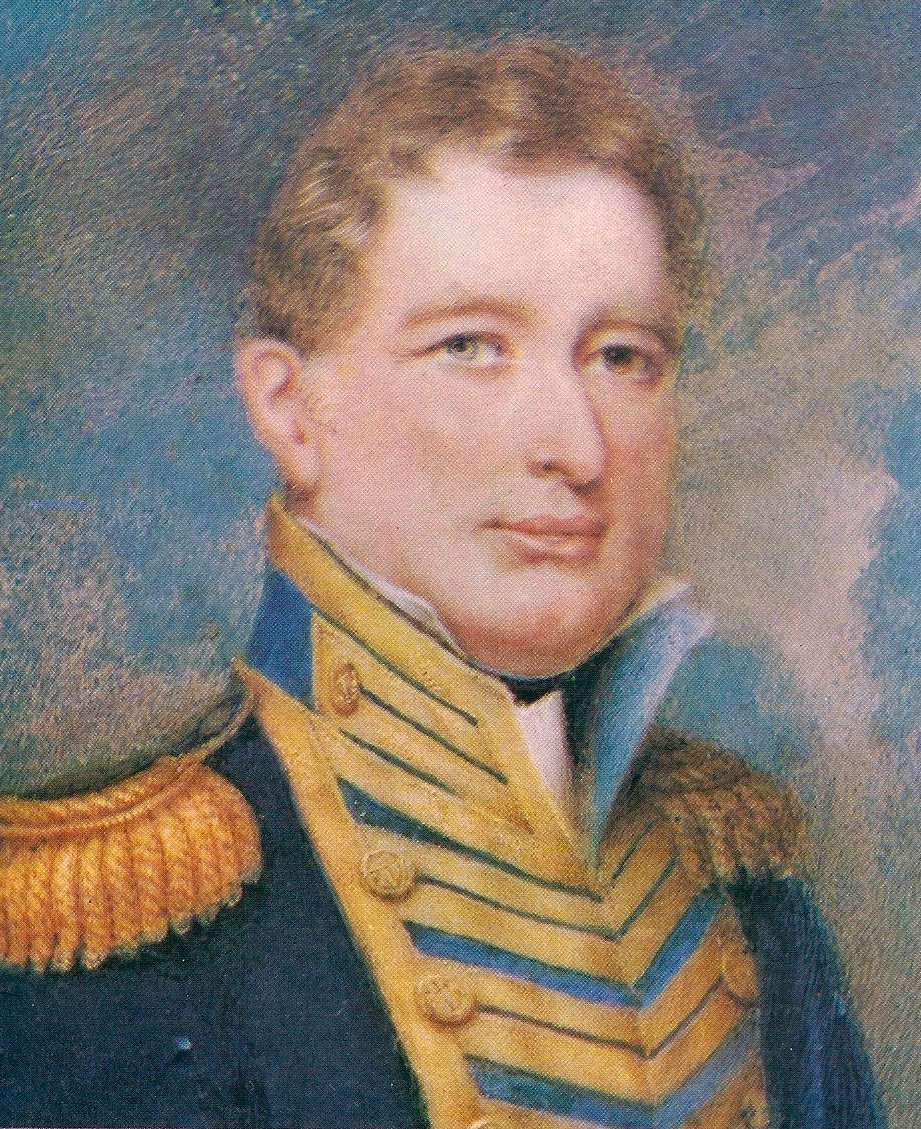
Guillermo Brown (miniatura de Henry Hervè, 1825).

La cuestión del mando fue motivo de un fuerte debate. Los principales candidatos eran el teniente coronel norteamericano Benjamin Franklin Seaver, comandante de la goleta Juliet, quien era apadrinado por su compatriota White, el corsario Estanislao Courrande, quien desde 1803 hostilizaba el comercio inglés con acciones corsarias y por último el irlandés Guillermo Brown.
Mientras se tomaba la decisión Brown y Seaver, en sendos golpes de mano, aumentaban la naciente escuadra. El 8 y 9 de enero Seaver capturó los faluchos de guerra San Luis y San Martín, y el 13 de enero Brown capturó a la goleta N.S. del Carmen y a la balandra San Juan.
La decisión finalmente recayó el 1 de marzo de 1814 en Brown, incluyendo el voto de White, en parte por su carácter (la experiencia era algo compartido por todos los candidatos), pero en mayor medida por el ascendiente que tenía o podía asegurar llegado el momento sobre la oficialidad y marinería que era principalmente oriunda de las islas británicas: irlandeses, ingleses y escoceses.
White dio en principio instrucciones reservadas a Seaver de que continuase operando en corso con la Juliet de manera autónoma, no obstante Brown presionó para que se pusiera bajo su mando. Pese a que Seaver respondió que ignoraba que él o su goleta «estén agregados al resto de la escuadra como para que el capitán Brown le haya dirigido la nota precedente», finalmente fue agregado como segundo al mando.

## Acciones previas

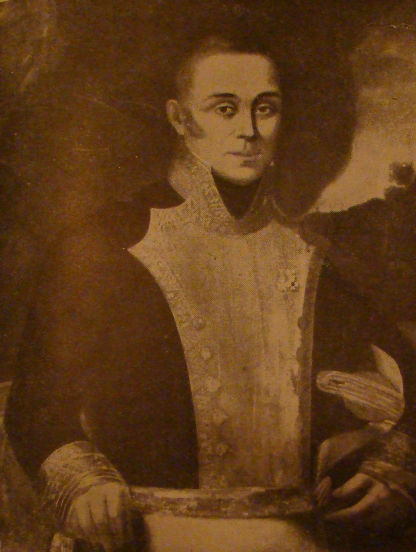
Jacinto de Romarate Salamanca.

### Fortificación de Martín García
El 7 de julio de 1813 un grupo de 13 soldados revolucionarios al mando del Teniente José Caparrós efectuó una sorpresiva y exitosa incursión en la Isla Martín García, aún en manos realistas y guarnecida por 70 hombres.
El 3 de noviembre de 1813 partió de Montevideo una expedición al mando del coronel Domingo Loaces. Con 700 hombres y 3 piezas de artillería a bordo de 11 transportes escoltados por Jacinto de Romarate, debía recorrer las costas del Uruguay para saquear las estancias ribereñas en procura de provisiones y establecer un lazareto en Martín García donde alojar a los enfermos que eran un lastre para la defensa. Tras dar un rodeo por el Paraná Guazú, el 8 ancló en Martín García y desembarcó parte de las tropas al mando del teniente coronel José Sallent, que dio comienzo a la construcción de las edificaciones para la guarnición y el lazareto, mientras Loaces iniciaba su expedición, que fracasó ante el acoso de las partidas patriotas forzándolo a regresar a la isla el 21 de noviembre.
En Buenos Aires, Alvear planeó un ataque a la isla en momentos en que Loaces partía a su raid. Hizo reunir los buques necesarios en Las Conchas y San Fernando pero al momento de embarcar llegaron noticias del arribo de un buque de guerra a la isla. El 14 de diciembre arribaron refuerzos de Montevideo, un cañón y 30 artilleros, así como el capitán de ingenieros Miguel Olave.

### Situación en Montevideo
A comienzos de 1814, las fuerzas navales realistas se había reconcentrado en el Apostadero y la situación de los sitiados había llegado a ser en extremo difícil: los enfermos (principalmente por escorbuto) se contaban por miles, más de 3700 hombres (buena parte de la población) se sostenía míseramente dependiendo de la Hermandad de la Caridad para subsistir, los marinos hacía tiempo no percibían haber alguno, los suministros de las costas orientales y del litoral argentino disminuían y se dependía cada vez más de los envíos efectuados desde Río de Janeiro por los agentes de España y del comercio brasileño en general. Pero para febrero la situación empezó a mejorar: la guerra entre Artigas y el Directorio disminuyó la presión sobre los sitiados y sobre todo permitió obtener con mayor facilidad carbón, leña y víveres de las costas cercanas, verduras de la campiña, novillos desde Soriano, punto controlado por Artigas, y 260000 pesos desde Río. También la peste fue cediendo y sólo unos 600 soldados permanecían hospitalizados, menos de 400 para mediados de marzo.

### Expedición de Romarate
Las noticias del apresto de la escuadra llegaron a Montevideo, donde se tomó la decisión de atacarla antes que estuviera operativa, decisión que no fue del agrado del Comandante del Apostadero Miguel de la Sierra. Se despachó a esos efectos una primera división al mando de Jacinto de Romarate mientras el resto de la escuadra completaba su alistamiento. Romarate partió con seis naves de escaso calado a las que reforzó frente a Colonia con otras cuatro, dirigiéndose entonces a Buenos Aires. Romarate adelanto a su más veloz nave, el queche Hiena, que informó que el alistamiento de la escuadra enemiga estaba más adelantado de lo pensado. El comandante español pidió instrucciones y Vigodet le ordenó replegarse a Martín García y esperar refuerzos.
Ante el riesgo de perder el dominio de la estratégica isla, y con el objetivo de tener una base de ataque a Colonia del Sacramento, ocupada por los revolucionarios, a principios de 1814 Jacinto de Romarate fortificó la isla y estacionó una flota de 9 embarcaciones artilladas con piezas de 18 y 24.
La división de Romarate estaba compuesta por los bergantines Belén (capitana, 220 t,  30 m de eslora, 8 de manga, 4.8 de puntal y 1.8 de calado, 10 cañones de a 12 y una dotación de entre 80 y 150 hombres al mando del teniente de fragata Ignacio Reguera), Aránzazu (181 t, con 28.4 m de eslora, 8.1 de manga, 3.6 de puntal y 1.8 m de calado, 10 cañones de a 12 y una dotación de 80 hombres, Miguel de Quesada) y Gálvez (90 t, 20 m de eslora, 6 de manga, 7 de puntal y 2 m de calado, 7 cañones de a 6 y 60 hombres comandados por el teniente de fragata Pascual de Cañizo), las balandras Americana (60 t, eslora de 17 metros, manga de 4, puntal de 2.75, calado medio de 1.5 metros, un cañón de a 18 a proa y una dotación de 26 hombres al mando del alférez de fragata Ignacio Flores) y Murciana (115 t, eslora de 22 metros, manga de 4.5, puntal de 3 y calado medio de 1.8, un cañón de a 18 libras, 30 hombres, Andrés de Candano), las cañoneras Perla (alias Tortuga) (cañón de a 24, 25 hombres, Sebastián Butler), Lima (cañón de a 8, 25 hombres al mando del piloto José Ignacio de Sierra) y San Ramón (cañón de a 12, 25 tripulantes, Miguel del Castillo) y un lanchón, a los que se sumaron cuatro embarcaciones menores de apoyo.
Pero la escuadra porteña terminó sus aprestos con inesperada celeridad y, tras recibir los despachos de teniente coronel, Brown inició su campaña saliendo con parte de la flota rumbo a Colonia del Sacramento, entonces en poder de los patriotas. Tenía noticias también de los movimientos de Romarate y esperaba separarlo de la división de Montevideo.

## El teatro de operaciones
El Río de la Plata, con una superficie de 30000 kilómetros cuadrados, tiene 300 kilómetros de largo por 200 de ancho en su desembocadura.
Era de muy difícil navegación por los extensos bancos de arena y fango que lo reducían al cabotaje de escaso calado o forzaban el uso de los pocos canales naturales existentes, sujetos por otra parte a las variaciones productos de la sedimentación y de los vientos cambiantes, entre estos los conocidos el "Pampero" y "Sudestada". En el Plata inferior, las islas de Lobos y de Flores, eran importantes obstáculos para la navegación pero el mayor peligro era el banco Inglés, flanqueado al oeste y al sur por los bancos Arquímedes y Rouen.
El Plata medio contaba con el dilatado banco Ortiz.
La isla Martín García controla el canal oeste, llamado Martín García o Buenos Aires, que por su relativa profundidad era paso obligado para cualquier nave que con un calado tan escaso como de 2 o 3 metros quisiera acceder a los ríos interiores, sea al Paraná por sus brazos de las Palmas o del Guazú o al Uruguay, cerrado por el oeste por el extenso banco de las Palmas o Playa Honda. Ese paso debía efectuarse a menos de trescientos metros (a tiro de cañón e incluso de carronadas y fusil) de la isla. La alternativa era el canal oriental: más estrecho, de fondo rocoso e irregular, mal sondeado en la época, era conocido como del Infierno y en lo posible evitado. De cualquier manera, también el pasaje debía efectuarse a tiro de la isla.

## Combate de Martín García (1814)

### Combate naval
El 8 de marzo Brown dejó Colonia con la Hércules, la Fortuna, el San Luis y la Carmen en persecución de tres bergantines enemigos. Al verificar que entraban en Martín García torció rumbo a Buenos Aires pero pronto se reunió con la Céfiro, la Juliet y la Nancy y volvió sobre la isla.
El 9, Romarate ancló sus buques acoderados en media luna en el canal del fondeadero, al oeste de la isla, con el apoyo por tierra de la fusilería y dos cañones de a 6 de la tropa y vecinos de la isla, unos 200 hombres (entre ellos 60 hombres de las fuerzas de Benito Chain, artilleros y tropas de Morenos) al mando del Alférez del Regimiento del Fijo José Benito de Azcuénaga.
A las 17:00 de ese mismo día, Brown fondeó sobre el canal a 4 leguas al sudeste del enemigo, con el banco Santa Ana a estribor. El 10 por la mañana se pusieron en vela con viento ligero del estesudeste dirigiéndose sobre Romarate por ambos canales para atacarlo por frente y retaguardia: una división compuesta por el Fortuna, Carmen y San Luis rodearian a los realistas cayendo sobre su retaguardia mientras Brown caería con la Hércules sobre el ala izquierda, y la Céfiro, el Nancy y la Juliet sobre la derecha.

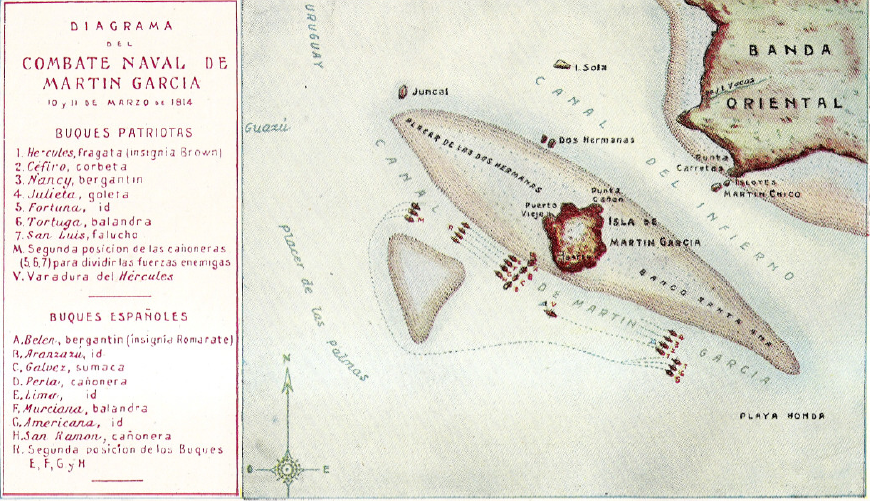
Croquis del Combate de Martín García (donde se refiere a Tortuga debe leerse Carmen).

Si bien el número de navíos mostraba una relativa paridad con la escuadra juntista, esta la superaba en bocas de fuego. Con 91 cañones, 430 hombres de marinería y 234 de tropa frente a los 36 cañones (2 en tierra en batería) y 442 hombres de los realistas, la ventaja estaba supuestamente del lado revolucionario. No obstante, la tercera parte de esa fuerza se reducía a la capitana, la Hércules, por lo que esa ventaja estaba fuertemente ligada a su suerte, lo que sería determinante en el curso de la batalla.
A las 13:30, sin que estuviera aún en posición la división de flanqueo, la escuadra de Brown, en vanguardia la Juliet por tener el mejor práctico, abrió fuego vivo sobre los realistas que fue de inmediato respondido. La capitana argentina perdió a su piloto y varó en el banco del oeste de la isla de proa al enemigo por lo que sólo podía responder con tres cañones, dedicando sus cañones de banda a las baterías en tierra. Perdida la mitad de la capacidad enemiga y con el resto de la división enemiga separada de la acción, Romarate pudo destacar parte de sus fuerzas contra la división del canal del norte, que tras un ligero intercambio de disparos se replegó y unió al resto de la escuadra. El combate siguió hasta anochecer, llevando la fragata Hércules la peor parte.
La jornada tenía por claro vencedor a Romarate. Hubo 45 muertos y 50 heridos y las pérdidas de la fuerza atacante fueron elevadas, entre ellas la de los comandantes Benjamín Seaver y Elías Smith, el Jefe de las tropas embarcadas capitán Martín de Jaume y el teniente segundo Robert Stacy.
Al amanecer del día 11, se reinició el fuego hasta las 8:45, cuando la Hércules con sus velas y aparejos destrozados y 82 impactos en el casco consiguió zafar de la varadura aprovechando la marea y con el trinquete, su única vela utilizable aunque acribillada de metralla y bala, pudo salir del canal y retirarse maniobrando por el Banco de las Palmas.
A las 17 de ese día Romarate dirigió su parte al Comandante del Apostadero de Montevideo Miguel de la Sierra. Informaba reducidas bajas propias, 4 muertos y 7 heridos, que desembarcó en la isla y juzgaba que dadas las pérdidas sufridas, apenas estuviera en condiciones la flota patriota pondría rumbo a Buenos Aires, por lo que solicitó a su comandancia, aparte de pólvora y munición de todos los calibres, urgentes refuerzos para aniquilarla antes de que se refugiaran en puerto, suponiendo ya estarían movilizadas las fuerzas de Montevideo:

"Si V.S. ha echado fuera de ese puerto, como creo, a la Mercurio, Paloma, queche Hiena y Cisne, y se hallan sobre Islas de Hornos o Valizas, son perdidas las fuerzas de Buenos Aires, y sino, será muy dolorosa su falta en esta ocasión tan crítica."
Parte de Romarate, Carranza, obra citada.

A la espera de refuerzos, Romarate desembarcó dos cañones al mando del alférez de fragata y primer piloto Francisco Paloma para reforzar las fuerzas de tierra y su fuego cruzado contra los enemigos "si acaso vuelven".

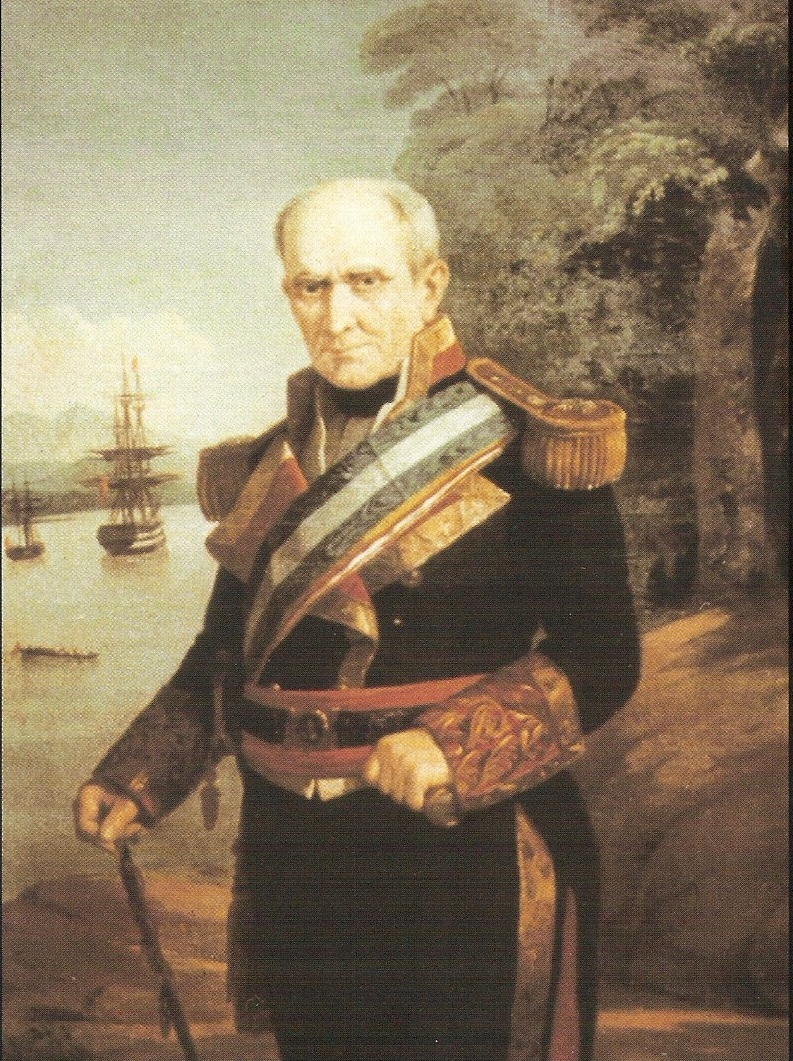
José Primo de Rivera.

Sin embargo, la división española al mando del capitán de fragata José Primo de Rivera y Ortiz de Pinedo negligentemente no se había movilizado en previsión de que se precisara como refuerzo.
Se componía de la corbeta Mercurio, la corbeta Paloma, el queche Hiena, el bergantín Cisne, el falucho Fama y el lugre San Carlos. Finalmente, las medidas tomadas tras conocerse el parte fueron de tal morosidad que Romarate jamás recibió ni refuerzos ni abastecimientos.
Mientras, Brown hizo reparar con celeridad la Hércules, colocando láminas de plomo bajo la línea de flotación y cubriendo el casco con cueros y brea, por lo que se la apodó Fragata Negra. Recibió también cortos refuerzos: 49 hombres (23 Dragones y 23 infantes) despachados desde Colonia al mando del teniente primero del Regimiento de Dragones de la Patria Pedro Oroná y 17 paisanos de Las Conchas.

### Asalto y ocupación de Martín García
Contra todas las previsiones, Brown decidió mantener la ofensiva. Incapaz de volver a enfrentarse de manera directa a la flota realista, resolvió intentar un desembarco considerando que si conseguía atacar con sorpresa y rapidez evitando que Romarate desembarcara sus tropas podría superar la guarnición de la isla y tomar la plaza. Confiaba en haber dañado los buques de Romarate y en los informes de tres marineros italianos y uno portugués que sostenían que de los soldados en recuperación en la isla, alrededor de 750 hombres habían ya retornado a Montevideo.
En la mañana del 13 envió a Larrea su plan, afirmando que debía «ser atacada esta noche misma, si es posible, antes que venga una expedición de Montevideo, donde se trabaja con afán en aprontar una fuerza superior».
El 14 Brown remitió órdenes al capitán Baxter indicando que recibiera a bordo de la Juliet tantos hombres de la Hércules como pudiera transportar en cubierta, se dirigiera al sitio de desembarco elegido y una hora después de recibir la señal procediera al desembarco: participarían 20 marineros de la Juliet, 20 del Nancy, 20 de la Céfiro y 50 de la Hércules, en total 110 marineros que se sumarían a los de tropa.
No habiendo más que oficiales subalternos fue elegido para el comando el teniente Oroná quien resolvió dividir sus fuerzas en tres divisiones de unos 80 hombres al mando de los tenientes del Regimiento n.º 2 Manuel José Balbastro y Manuel Castañer, y del teniente del ejército Jaime Kainey.
A las 20:00 del día 14 fondeó a media milla al sudeste frente al fondeadero llamado Puerto Viejo (Puerto del Pescado) y a las 02:30 del día 15 desembarcaron en 20 minutos y por orden de divisiones los 240 hombres, transportados mediante 8 barcazas. Al acercarse los botes recibieron fuego desde el monte, pero rápidamente la zona estuvo controlada.
Mientras Brown llevaba la escuadra sobre los buques realistas como distracción, a las 4 de la mañana se inició el avance sobre la plaza pero fue detectado y al subir el cerro para acceder al puerto recibieron el fuego de las fuerzas realistas. En el momento en que la defensa se apercibió del ataque, la flota de Brown inició un cañoneo como distracción desde el oeste sobre la escuadra de Romarate.

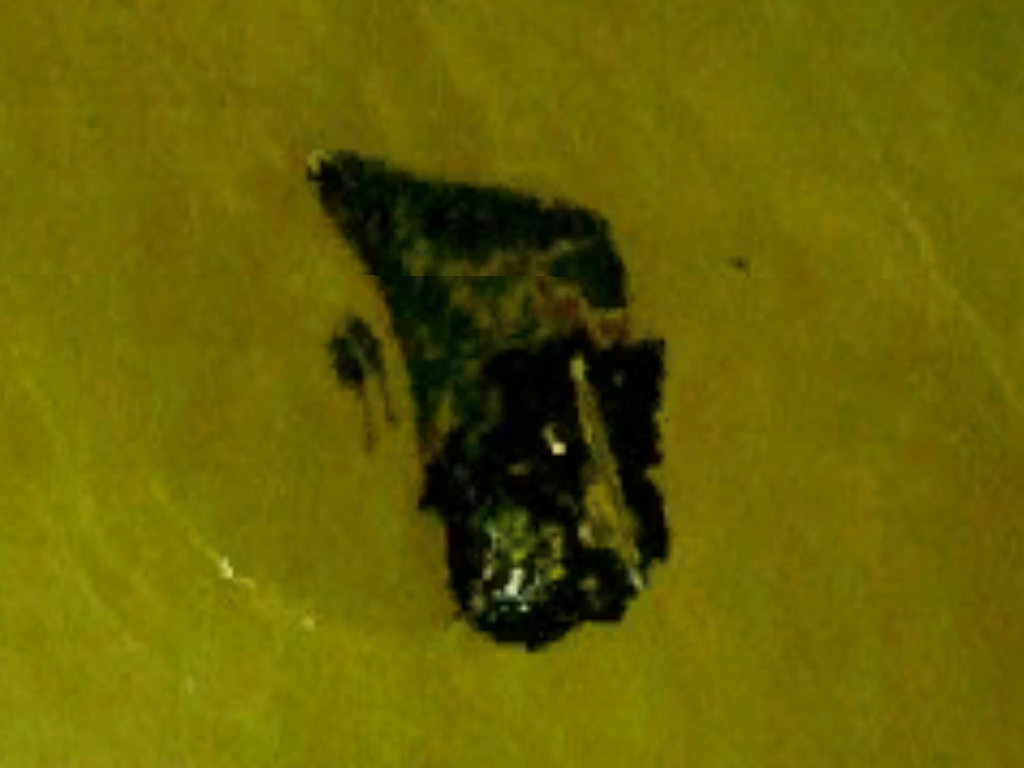
Imagen satelital de Martín García.

El ataque, efectuado bajo el fuego enemigo y a la carrera por camino fragoso y ascendente, alcanzó el fuerte que fue tomado a bayoneta calada tras veinte minutos de combate. El teniente Jones de la Céfiro capturó la batería volante y volteó los cañones contra los navíos realistas.
Muchos de los defensores, al igual que la mayoría de los pobladores, pudieron refugiarse en los barcos y sólo algunos fueron copados en una balandra que no tuvo tiempo de huir pese a la protección de los fuegos de la escuadra.
Los realistas tuvieron 10 muertos, 7 heridos y 50 prisioneros (9 de tropa, 21 de milicias y 20 de Morenos). Las bajas de los atacantes consistieron en tres soldados muertos y cinco heridos.
Romarate, careciendo de la pólvora y munición solicitada debió mantenerse al margen como testigo de la victoria de sus adversarios. El último combate se produjo al amanecer del 15 cuando la balandra Carmen al mando de Spiro que se había acercado "a espía" durante la noche, rompió el fuego a tiro de fusil contra el enemigo.
En un escueto parte, Brown comunicó al ministro de gobierno Juan Larrea "...que la Isla Martín García fue tomada por las fuerzas de mar y tierra, bajo mi comando, el lunes último a las cuatro y media de la mañana...Ruégole me escriba acerca de cómo debo disponer de la isla y la fuerza naval". Recién frente a Montevideo, el 19 de abril de ese año, se extendería en los detalles de la acción y en las pérdidas sufridas.
Sin pólvora y confiando bien en un rápido refuerzo, bien en la confianza cierta de poder repostar en territorio controlado por las milicias de Artigas y posteriormente atacar en unión con las fuerzas de Montevideo a su contrincante, Romarate en vez de retornar a Montevideo decidió internarse en el río Uruguay.
Las noticias de la victoria en la primera jornada se tuvieron el día 15 y el gobierno ordenó la salida para la noche del mismo día. A las 10 levaban anclas, pero la corbeta Paloma, destinada a hospital, varó en la rada interior de la bahía y recién el 17 se vio libre y sin averías, pero la flotilla no pudo zarpar a causa del viento. Mientras, se habían agregado la balandra Castro y la goleta Mayol, tripulada por 30 soldados del Cuerpo de Guerrillas de Benito Chain. La noticia de la derrota final de Romarate se conoció en Montevideo ese mismo día y la flota finalmente zarpó el día 18.
Pero "no era Primo de Rivera oficial apropiado para batirse con Brown, y mejor se desempeñaba como correo de gabinete, según ya lo había hecho, que como jefe de escuadra" El comandante realista puso proa al delta pero al tener noticias de la presencia de la escuadra de Brown, no se atrevió a seguir pese a que ese momento la posición de Romarate era de menos de 30 millas de Martín García. Primo de Rivera envió a Romarate sólo un lanchón y regresó a Montevideo, adonde arribó el 25 de marzo, 8 días después de su partida, desembarcando sigilosamente en el sitio denominado Baño de los Padres para evitar la ira de la población.

## Combate de Arroyo de la China
Romarate siguió al norte. En Soriano desembarcó José Benito de Azcuénaga como parlamentario "solicitando de los artiguistas auxilio de víveres. El jefe de aquel punto se excusó de hacerlo ostensiblemente por temor de las partidas argentinas que por allí andaban; pero con reserva les franqueó carne y verduras en abundancia."
Continuó luego hasta Landa, donde fue amablemente acogido por las autoridades de acuerdo a las instrucciones del coronel Fernando Otorgués, segundo de Artigas. El 21 de marzo envió al falucho Sebeiro a Montevideo con noticias de su situación y desembarcó la gente que había recogido en Martín García.
Siguió adentrándose en el río hasta que en la mañana del 28 llegó a la boca del Arroyo de la China. Siendo imposible continuar río arriba y resultando de fácil defensa, Romarate resolvió tomar posiciones en ese punto, descontando contar con la protección de Otorgués: "Romarate había trabado relaciones amistosas con Otorgués, y este le servía tanto para proporcionarle víveres, como para conducir sus comunicaciones a la Plaza de Montevideo, y a él las que de esta se le dirigían."
Por su parte, Brown había destacado una división reducida al mando de Tomás Nother con el objetivo de mantener aislado a Romarate mientras se ocupaba de Montevideo. Estaba compuesta de la sumaca Santísima Trinidad (capitana, 162 t,  27 m de eslora, 8 de manga, 3 de puntal y 1.8 de calado, 2 piezas de a 24, 8 de a 6 y 4 de a 4, dotación de hasta 100 hombres al mando de Nother), la goleta Fortuna (76 t, 15 m de eslora, 4.25 de manga, 2 de puntal y 1.2 de calado, 3 cañones de a 6 y 7 de a 4, entre 24 y 45 hombres al mando del subteniente Pablo Zufriategui), la balandra Nuestra Señora del Carmen (48 t, 1 pieza de a 18, 23 hombres al mando del subteniente Pedro Samuel Spiro), la cañonera América o Americana (48 t, 1 pieza de a 18, 26 hombres al mando del subteniente Francisco José Seguí) y los faluchos San Luis (sargento mayor John Handel), y San Martín (subteniente Santiago Hernández).
Ni sus órdenes ni la disparidad de fuerzas aconsejaban un ataque. La división realista contaba con 9 buques de guerra, 731 toneladas, 30 cañones en su mayor parte pesados (5x18, 18x12, 7x6) y 353 hombres aproximadamente, acoderada en fuerte línea defensiva (y por ende con las mejores condiciones de precisión y sin las dificultades inherentes a maniobrar bajo fuego y con escaso calado), con apoyo de tierra y un excelente comando superior.
Nother contaba con 6 navíos, portando 432 toneladas, 28 cañones en su mayoría ligeros (2x24, 2x18, 2x8, 11x6 y 11x4) y 264 hombres, avanzando a la vela, sin viento a favor y con escaso calado, sin inteligencia previa y con un comando sin experiencia en el mando de una división en batalla.

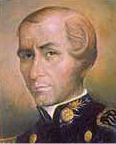
Francisco José Seguí

Sin embargo, como el mismo Romarate comentaría en su parte, Nother tuvo "la osadía de atacarme en este punto, sin duda por que me creían absolutamente sin municiones para defenderme".
La escuadra patriota se lanzó sobre la línea realista con la cañonera América en vanguardia. En el combate a quemarropa los cañones realistas de 18 "jugaban con la mayor ventaja y velocidad". Para peor, el Fortuna se separó de la acción aguas arriba con lo cual Nother perdía más de un tercio de su ya escasa potencia de fuego.
Pronto, las bajas patriotas fueron numerosas. Nother murió atravesado por metralla, al igual que su segundo el teniente David Smith. Bartolomé Ceretti se hizo cargo del comando hasta que siendo herido lo asumió el subteniente Nicolás Jorge. Tras más de tres horas de fuego la Carmen quedó varada a merced del fuego enemigo. La América y la Trinidad, ya casi sin arboladura, se ubicaron para impedir que el enemigo la abordara con sus lanchas y cuando se disponían a auxiliarla el buque explotó.
El combate continuó hasta que a las 18 horas la Trinidad, que ya era un casco sin aparejos y el América que también había sufrido graves destrozos, se retiraron río arriba seguidos de los faluchos.
En su parte a Miguel de la Sierra del 30 de marzo de 1814 a bordo del bergantín Belén Romarate informaba a su comandante que "Otorgués me ha ofrecido el auxilio de la pólvora que pueda, así como la galleta y carne que necesite para tomar las medidas convenientes a la reunión de estas fuerzas con las que, considero, habrán salido ya de esa".
"El comandante Don Fernando Otorgués se me ha ofrecido para la conducción de este pliego que he confiado a su celo con la esperanza de que dentro de pocos días será puesto en manos de V.S. Este gefe está deseando la llegada de los comisionados de esa para la transacción de las diferencias de la Campaña con esa plaza, y por mi parte debo decir a V.S. que hallo urgentísima su venida para finalizarlas cuanto antes, pues sus deseos son los más ventajosos a la causa.".

## Negociaciones
El Directorio intentó un acuerdo pacífico con mediación inglesa, seguramente con propósitos dilatorios para concluir sus aprestos. La misión fue encargada al armador de corsarios y por entonces vocal del Superior Tribunal de Justicia Vicente Anastasio Echevarría y al canónigo José Valentín Gómez, quienes arribaron a Montevideo el 30 de marzo a bordo de la fragata británica Aquilon. El 1 de abril se reunieron en la Mercurio con los diputados realistas: el coronel del Fijo Pedro de la Cuesta, el de artilleros Feliciano del Río y el ciudadano Cristóbal Salvañach. El 3 pasaron a tierra y el lunes 4 se acordó una tregua, que puso momentáneamente fin a la lucha que había recrudecido al arribar los parlamentarios.
El día 5 Vigodet pasó al Cabildo todos los documentos relativos con las negociaciones. Tanto las proposiciones de Posadas y los resultados de las reuniones previas como los antecedentes de las negociaciones realizadas en Río de Janeiro entre el ministro de España Juan del Castillo y Carroz y el enviado de Buenos Aires Manuel Sarratea, con la mediación de Lord Strangford. El Cabildo pidió dictamen a Juan de Cea, nominal Oidor de Buenos Aires, Luis Mojó, Fiscal de la Audiencia de Chile, y Bartolomé Mosquera, asesor del Ayuntamiento.
El 6 de abril los negociadores realistas manifestaron a los porteños la conveniencia de invitar al general Joaquín de la Pezuela y a Artigas a participar de la negociación del armisticio, lo cual fue rechazado fundamentalmente por no haberse abierto las negociaciones sobre esas bases y por las demoras implicadas, considerando que por añadidura las autoridades de Lima se opondrían a la pacificación. En su lugar, proponían la intervención del ministro en Río de Janeiro.
El jueves 7 se realizó un cabildo al que concurrieron invitados ochenta ciudadanos del comercio y hacendados que resolvió rechazar las condiciones ofrecidas. El día siguiente remitió a Vigoted un extenso oficio en el que califica el armisticio propuesto de capcioso y malicioso, juzga la situación de las Provincias Unidas de desesperada y la propia esperanzadora y afirma «Seale, pues, permitido a este benemérito pueblo decir a V.S. que detesta las bases &abre que se funda este armisticio, y que prefiere una y mil veces morir con honor antes que consentir en un acto que le traería. un general descrédito y oprobio».
El 8 y el 9 de abril los diputados de Buenos Aires insistieron desde Miguelete en la urgencia de llevar a término en uno u otro sentido las negociaciones. El 9, los representantes de Montevideo manifestaron su interés en continuar las conversaciones, estableciéndose una nueva reunión para el día 10. Pero la posición de los intransigentes vicentinos limitaba los márgenes de acción de Vigodet y el mismo 9 de abril los diputados de Montevideo manifestaban que «en razón de que el Capitán General no se ha expedido sobre la consulta que formularon con fecha 7 de abril» no podían efectuar la reunión prevista. El día 10 de abril Vigodet insistió con la exigencia de contar con diputados de Pezuela y de Artigas por lo que en la mañana del día 11 las negociaciones se interrumpían y la lucha se reiniciaba.
El autor del Diario histórico del sitio juzgaría duramente la posición del cabildo: Oh terquedad supina! / Que ejército, recursos, ni marina / Esta ciudad encierra / Que el éxito le afiancen de la guerra? / Quien si luego se mira en amargura, / La paz que hoy se desprecia le asegura?.
Al extender sus pasaportes a los diputados de las Provincias Unidas, Vigodet les entregó una misiva para Posadas. Tras extenderse en los males de la guerra, la victoria española sobre los franceses, la imposibilidad de consituirse en nación independiente y las ventajas de la constitución española, acompañaba las bases para un armisticio. Sus cuatro artículos exigían el juramento de fidelidad a Fernando VII y la jura de la Constitución de 1812, la rápida y solemne publicación y difusión del tratado, resolver en conjunto el posterior ordenamiento de las provincias en lo político, eclesiástico, militar y económico y una amnistía general con la sola garantía de Vigodet.

## Combate naval del Buceo
Brown se oponía a los propósitos del gobierno de concluir primero con la escuadrilla de Romarate. Consideraba que estaba aislada y que su suerte se jugaría en Montevideo, por lo que insistió en bloquear esta ciudad.
Finalmente fue autorizado y el 14 de abril, al finalizar la tarde, partió de Buenos Aires con provisiones como para un crucero de tres meses con la Hércules (Ricardo Baxter), Belfast (Oliver Russell), Céfiro (Santiago King), Nancy (Ricardo Leech) y Juliet (Guillermo MacDougall), 941 hombres y 108 cañones.
El 16 de abril el Cabildo de Montevideo resolvió enviar un oficio a Vigodet manifestando sus deseos de que se efectuara una salida general contra la flota de los insurgentes, por lo que el comandante general de marina Miguel de la Sierra propuso efectuar a la brevedad una Junta de Guerra.
Pero los acontecimientos se aceleraron. El 19 Brown era divisado por el ejército de Rondeau y el 20 de abril la escuadra se ubicaba al sur del cerro a la vista de Montevideo cerrando el bloqueo. De inmediato Brown pudo capturar buques que regresaban a puerto desconociendo la ofensiva. Sus planes consistían en «emplear brulotes si el enemigo no sale, para causarle los mayores daños en su propio fondeadero y obligarlo, a la postre, a dar batalla».
Mientras el ánimo de los sitiadores mejoraba y los impulsaba a cerrar el cerco, el de los defensores decaía. La ciudad era habitada entonces por diez mil civiles y unos siete mil soldados y los víveres empezaron a escasear.
El 21 de abril, el gobernador capitán general Gaspar de Vigodet reunió finalmente la junta de guerra a la que asistieron los jefes navales y militares Gaspar de Vigodet, Miguel de la Sierra, José Laguna (Jefe del Apostadero), capitán de navío Juan de Vargas, capitán de fragata José Primo de Rivera, el brigadier y comandante de ingenieros José del Pozo, el coronel y comandante de Artillería Feliciano del Río, el coronel del Fijo Pedro de la Cuesta, el sargento mayor de la plaza Diego Ponce de León, los coroneles José de Villa Zevallos (regimiento de infantería de Lorca) y Jerónimo Gallano (batallón de Albuera), tenientes coroneles Ambrosio del Gallo (Batallón de América) y Domingo Loaces (Fijo), José Posadas (comandante dl Batallón de Marina), José Sallent (del Batallón de Voluntarios de Madrid), Juan José Lara (del escuadrón de Granaderos a caballo), Antonio Fernández Villamil (del regimiento Provincial de caballería de la Plaza), el coronel de milicias de caballería Benito Chain, el ministro de hacienda Jacinto Acuña de Figueroa y tres miembros del cabildo,  el gobernador político interino Miguel Antonio Vilardebó junto a los cabildantes Manuel Santelices y Francisco Morán, que portaban un oficio de la corporación que solicitaba que «se replegase a ella la flotilla del Uruguay».
La discusión fue acalorada y finalmente Vigodet le puso fin resolviendo «que la salida se haría por mar, confiando el mando de la expedición al capitán de navío D.José Primo de Rivera, que fue compelido a aceptarlo, una vez allanadas las objeciones que opuso».
El cabildo dejó asentada su opinión de las fuerzas disponibles eran «superiores a las que nos bloquean, tanto en el calibre de la artillería, como en sus tripulaciones y dotaciones» y que «siendo real y verdadera nuestra superioridad, no admite duda, que es indispensable salir a batir a los cinco buques mercantes que están a la vista del puerto». Enunciaba las fuerzas navales del Apostadero: «la corbeta Mercurio, la Paloma, fragata Neptuno, queche Hiena, lugre San Carlos, falucho Fama y balandra del benemérito ciudadano D.Francisco Castro, sin contar el bergantín Cisne que puede salir a la mar sin embarazo alguno».
Esta opinión era compartida por Vigodet quien posteriormente escribiría que «nuestra escuadra sino muy superior, de algunas ventajas sobre la enemiga".
Carranza diría que «Primo objetó entre otras causas la mala disposición de la batería del Neptuno que no podía hacer fuego eficaz en caso de marejada, y pidio que se armase en guerra la fragata mercante Mercedes, capaz de montar 16 cañones y se le contestó que se armaría ese buque y dos más.»
No habían terminado los aprestos cuando sintiéndose enfermo dimitió el mando y aceptada su renuncia por Vigodet el 5 de mayo se hizo cargo Miguel de la Sierra.
Así, el mismo Comandante del Apostadero debió hacerse cargo tanto de la instrucción como de la operación.
La recluta proveía hombres sin ningún entrenamiento hasta el punto que Miguel de la Sierra idea como método para dar las órdenes el uso de naipes, que pone en los palos y drizas para poder referenciarlos. Así las órdenes se transforman en instrucciones como "¡As de Oro!" o "¡Rey de Palos!".
A los efectos de alistar las tres naves se hizo leva entre los hombres de 16 a 50 años, pero los voluntarios escasearon.
El 6 de mayo Brown escribía «Desde el 19 ppdo. se halla el puerto rigurosamente bloqueado; y estoy seguro que el valor del enemigo en las últimas veinticuatro horas ha bajado, cuando menos, 45 grados. Desearía tomar el pulso del Mercurio por algunos minutos».
Buenos Aires aconsejó a Brown presentar batalla «al oeste de los bancos Ortíz o por los paralelos de Barragán y la Colonia, por las ventajas que proporcionaría a nuestra escuadra ya fuese victoriosa o ya perdiéramos las aguas de la batalla». Pero Brown estaba convencido de vencer y deseaba dar batalla a las puertas de Montevideo.
El 9 de mayo una nueva junta de guerra resolvió la inmediata salida de la escuadra, pese a la oposición de Sierra quien dejó constancia de que «no respondía de las consecuencias».
Brown tuvo noticias de los aprestos, se acercó a tierra y en la ensenada de Santa Rosa embarcó unos 400 hombres de infantería. También se incorporaron la corbeta Agradable (Antonio Lamarca), la sumaca Santísima Trinidad (Ángel Hubac) y el falucho San Luis (Guillermo Clark), 315 hombres y 39 cañones, con lo que la escuadra totalizaba ocho naves, 1256 tripulantes más unos 600 infantes y 147 cañones (desde pedreros a piezas de 24 libras).
Aprovechando una brisa del norte, el 14 de mayo la escuadra realista dejó el puerto. Contaba con doce naves y 20 lanchones, incorporándose luego la balandra La Podrida al mando del corsario José Ponce (a) Pepe el Mahonés. Eran: queche Hiena (capitana, 18 cañones, 140 hombres al mando del comandante Tomás Quijano), fragatas Neptuno (24 cañones, 136 hombres, Antonio Miranda) y Mercedes (16 cañones, 180 hombres, Manuel Clemente), corbetas Mercurio (32 cañones, 180 hombres, Pedro Corcuera) y Paloma (18 cañones, 148 hombres, José Osorio), bergantines Cisne (19 cañones, 87 hombres, Tomás Sostoa) y San José (16 cañones, 126 hombres, capitán mercante N.Chavarri), goletas Maria y Catalana, balandra Corsario, lugre San Carlos (8 cañones, 40 hombres, N.Uriarte) y falucho Fama. En total unos 1100 hombres y 155 cañones.
Brown dejó nota del momento «Se vio inmediatamente al queche virar y mantenerse frente a la línea como exhortando a los demas buques a cuplir con sus deberes. La escuadra republicana zarpó y el comodoro Brown llamó a su segundo Russell, del Belfast, informándole de su intención de alejarse para atraer al enemigo a las aguas hondas y combatir fuera del puerto allí donde fuese más factible cortar la retirada al enemigo. En consecuencia, la escuadra gobernó durante hora y media al S, seguida por los españoles (que creía que huía), forzando de vela; y a las nueve y media viró y se mantuvo a la espera del enemigo, aprovechando un cambio de viento e interponiéndose entre aquel y el puerto».
Así, dos horas después de iniciar la simulada huida y tras un súbito giro por avante la Hércules mantuvo por media hora un duelo de artillería con la Mercurio, que marchaba como cabo de fila de su línea, la que al poco andar ya se hallaba desordenada, en parte por la corriente y en parte por el lento andar de algunas naves en especial la Paloma.
Al caer el viento cesó el primer combate.
Mientras la escuadra realista se hacía remolcar a lo largo de la costa hasta el Buceo de la Luz, a diez millas de Montevideo, el corsario Pepe el Mahonés se desprendió para hacer corso en la vecina Estanzuela consiguiendo sorprender y represar al San Luis con dos pequeños barcos que escoltaba. La tripulación del San Luis se puso a salvo a nado pero su capitán Clark estaba gravemente herido y se ahogó.
Al volver un ligero viento Brown reunió su línea y mantuvo un flojo duelo de artillería con el enemigo hasta que anocheció, anclando las escuadras a una legua.
A las 20 ambas escuadra levaron anclas. El Queche, que ocupaba la cabezade la línea realista, un tanto a sotavento, recibió dos andanadas del Hércules pero rehusó el combate y como Brown recordaría en sus Memorias «su andar superior le permitió escapar hacia el S del banco Inglés; y no obstante hallarse a su bordo el comandante en jefe Sierra, jamás en lo sucesivo intentó reincorporarse a la escuadra».
Sierra fue reemplazado en el mando por su segundo, el capitán de fragata José de Posadas, quien izó su insignia en la Neptuno (Antonio Miranda).
Durante el domingo 15 de mayo la ausencia de vientos impidió nuevas acciones. Al incorporarse las naves más lentas (Agradable y Nancy) la escuadra de Brown, situada a seis millas de la costa del Buceo, intentó maniobrar sobre los realistas que, utilizando los botes mantuvieron reunida su escuadra pero a distancia de la enemiga. A las 20 horas se levantó viento del NE y aprovechando las tineblas la escuadra realista inició la retirada que recién fue notaba por los revolucionarios a las 22, quienes pusieron rumbo a la isla de Flores. Al amanecer del 16 la escuadra realista fue descubierta al S y al E de la posición patriota. La escuadra de Montevideo se dio a la fuga pese a tener como fácil presa a la sumaca Itatí (Ferreris, 6 cañones, 50 hombres) que pudo sumarse a la línea de Brown a las 13.
A las 14 la Hércules y la Belfast consiguieron aproximarse a la retaguardia realista pero esperaron al resto de la línea que se incorporó una hora después, momento en que cesó el viento, pasando ambas flotas a impulsarse con los botes y lanchas. Brown, decidió entonces prescindir de sus buque más lentos, Agradable y Nancy, y continuar la persecución con los restantes, mientras pasaba su insignia a la pequeña pero veloz Itatí. Mientras se lanzaba para cortar a un bergantín enemigo, al disparar sus cañones sufrió la fractura de una pierna por lo que regresó a la Hércules y sentado en la toldilla continuó dirigiendo la lucha.
Después de las 17 se levantó viento del ESE y la escuadra patriota se lanzó a la caza de la realista. A las 22 la Hércules alcanzó la retaguardia y pasando entre la Neptuno y el San José descargó andanadas por ambas bandas. El San José intentó escapar pero varó y se rindió a la Hércules que se detuvo para marinarlo. La Belfast continuó tras el Neptuno y lo rindió, mientras la corbeta Paloma se rendía ante el Céfiro.
Brown, ordenó suspender las operaciones para marinar las presas y avanzar a todo paño rumbo a Montevideo para intentar cortar a los restos de la escuadra enemiga antes de que se refugiara en el puerto al abrigo del fuerte. Se retiró a descansar pero al reintegrarse al mando a la una de la mañana encontró que sus órdenes «fueron mal obedecidas, debiendo el enemigo a esa negligencia el salvar los pocos buques que lograron tomar puerto».
Al alba del día 17, la Hércules alcanzó al Cisne, la goleta María y a la balandra. Capturó a la María mientras las restantes embicaron junto a la falda del Cerro y sus tripulantes las minaron, refugiándose en el fuerte. Una partida de 24 dragones había sido destacada sobre los buques varados. Tras tomar la lancha del Cisne, lo abordaron en el mismo instante en que explotó, salvándose cinco hombres.
La Mercurio consiguió entrar a puerto. Brown entró en su persecución con pabellón español para engañar a las baterías del fuerte.
Reconocida la Hércules, los pobladores festejaron lo que creían un triunfo, que la Mercurio la conducía presa, pero pronto la Hércules izó su bandera que afirmó con 21 cañonazos, lanzó una última andanada sobre la Mercurio y se retiró de la bahía. La escuadra inauguró en esta campaña el uso de a bandera hoy oficial, de tres franjas a lo largo.
Sólo quedaban la corbeta Mercurio, el queche Hiena, el lugre San Carlos y el falucho Fama que pudieron entrar ese mismo día favorecidos por una sudestada. La fragata Mercedes pudo entrar furtivamente seis días después. Habían perdido seis naves y los patriotas capturado 89 cañones, 37 oficiales, 380 de tropa y marina, 104 quintales de pólvora, 250 fusiles y gran número de pertrechos.

## Caída de Montevideo
A comienzos de mayo, Alvear había embarcado un cuerpo de ejército en 22 transportes, que arribaron a Colonia. En la noche del 16 arribaba al campamento y el 17 reemplazaba a Rondeau al frente del ejército sitiador privándolo de la gloria de tomar la plaza.
Para reforzar el bloqueo, se adquirió la corbeta Halcón y se puso en operaciones a la Neptuno. Brown, ascendido a coronel, hizo desembarcar tropa y parte de la marinería para reforzar a los sitiadores en previsión de una salida desesperada, que pese a la superioridad numérica no se concretó.
El veloz queche Hiena consiguió abandonar la plaza rumbo a España conduciendo documentos y dinero. Aprovechando la noche y utilizando las mismas señales de las naves de la escuadra patriota, consiguió burlar el bloqueo. Apenas Brown advirtió un buque de más dio órdenes de alistarse y partir en persecución al Halcón pero no pudo alcanzarlo.
Al día siguiente de la batalla, Vigodet había propuesto a Brown abrir negociaciones para una tregua o un armisticio, pero el comandante argentino se negó a aceptar nada que no fuera una rendición incondicional, acordando sí conducir a los diputados que designasen a Buenos Aires. El 23 de mayo Vigodet designó a los coroneles Feliciano del Río y Juan Latre para negociar un armisticio según las bases negociadas en Río de Janeiro y rechazadas en abril, pero los comisionados fueron rechazados por el Directorio.
El 6 de junio Vigodet solicitó al ministro español ante la corte de Portugal en Brasil gestionar su intervención ya que consideraba se hallaba «obligada no solo políticamente, sino por un interés peculiar a impedir que los rebeldes de Buenos Ayres consoliden su independencia» para evitar operaciones posteriores sobre su territorio o «una sorda seducción que los conmoviera». Pero era demasiado tarde. Tampoco las gestiones ante Artigas, enemistado con el Directorio, dieron resultado. El 21 de junio Alvear devolvió firmada la propuesta de capitulación de Vigodet que acordaba el reconocimiento de la integridad de España, la recepción en guarda de instalaciones y pertrechos hasta la resolución final en España y el acantonamiento de los defensores en Maldonado, pero dando por rendida la plaza y justificándose en los tratos de Vigodet con Otorgues y, en lo formal, en la falta de ratificaciones, Alvear entró el 22 en la fortaleza del Cerro y al día siguiente en la Ciudadela forzando la rendición de la guarnición. El 23 de junio de 1814 Montevideo estaba en manos de los independentistas. Aproximadamente 390 jefes y oficiales capturados, 6000 de tropa, cerca de 100 embarcaciones de todo tipo, 500 cañones, 18000 fusiles, balas, etc.
Alvear entregó a los realistas la Nancy, que al mando de Clemente y Miró trasladó a Río de Janeiro a Vigodet y a los jefes de mayor jerarquía.

## Fin de la escuadra
Finalizada la lucha en el Río de la Plata, la escuadra se desintegró. El 11 de septiembre el coronel Francisco Javier de Viana dispuso vender en remate las corbetas Belfast, Neptuno y Agradable, todas sin su armamento de guerra, con un valor de $ 12.000, $ 10.000 y $ 10.000 respectivamente (el valor de compra de la Belfast y Agradable había sido de 22000 y 25000). El 25 de septiembre el Gobierno suspendió el remate y las vendió directamente y en bloque a Manuel Lorenzo (Lorenço o Lourenço) por $ 30.000. El 10 de octubre de 1814 Lorenzo recibió las naves pero lo hizo "de cuenta de Guillermo Pío White...de quien era empleado". Ante la manifiesta irregularidad otros interesados en su compra pidieron la anulación de la adjudicación. Este hecho, fundado seguramente en el pago de los servicios brindados por White, se sumó al sumario seguido contra él y Larrea poco después.
En el proceso de levantar y mantener la flota hubo también numerosas irregularidades en el pago de las soldadas y en la provisión de abastecimientos.
Aduciendo la falta de numerario White solía pagar los sueldos en mercaderías, que él mismo comerciaba y valuaba a precio de mercado, con lo cual ya obtenía diferencia. Como los tripulantes precisaban hacerse de efectivo revendían al mismo White o sus testaferros la mercadería a menor valor. Finalmente White reclamaba al gobierno los sueldos supuestamente pagados.
Como ejemplo, terminada la campaña, el cabo de cañón y futuro coronel de marina Leonardo Rosales cobró de Guillermo Pío White la suma de 256 pesos y 4 reales, pero en especies. Las 30 arrobas de yerba y una pipa de vino carlón según White excedía en 8 pesos y 4 reales a lo que se debía a Rosales, por lo que éste debió pagar a White la diferencia en efectivo para saldar la cuenta.
Algunos marineros se quejaron de la maniobra a Brown quien el 26 de septiembre increpó a White en público, quien le respondió con una bofetada. Brown lo persiguió hasta el comercio de Larrea, y ordenó detenerlo por agredir a un oficial de la Marina. White fue arrestado y confinado en la goleta Santa Cruz.
Considerando "ambiguas las acusaciones contra Guillermo Pío White", el director Supremo sobreseyó la causa.
En España los protegonistas fueron sometidos a juicio. Romarate fue el único caso en ser rápidamente exceptuado, por no haber dudas de su eficacia y valor, reconocido incluso por su mismo contrincante, Brown.
Primo de Rivera, pese a ser quizá el más amenazado, fue rescatado por razones de familia por directa intervención de Fernando VII en resolución del 6 de julio de 1817.
Vigodet en el consejo de guerra afirmaba que: «la rendición de la ciudad fue efecto de la cobarde conducta del cuerpo de Marina en las acciones contra los insurgentes». Salvado Primo de Rivera el siguiente en la lista era Miguel de la Sierra. Su defensa se basó en que sus fuerzas eran en calidad inferiores a las adversarias «compuesta en la mayor parte de súbditos de los EEUU e Ingleses, dirigida por los primeros, equipada y pertrechada con mucha ventaja a la nuestra».
Respecto de la retirada o huida del Hiena, el capitán de navío José de Posadas manifestó no haber entendido las señales del buque insignia para que el resto de la escuadra lo siguiera en su retirada al SE del banco Inglés. En otras palabras, no había huido sino dado la orden de retirada que nadie vio ni siguió. Si bien era factible por carecerse de un sistema de señales eficaz y consiguientemente de un manejo mínimo de directivas tácticas, no excusa a Miguel de la Sierra por no regresar.
No obstante, el tribunal juzgó que la separación del Hiena y su comandante fue un «accidente irremediable, efecto de la oscuridad, de la calma, de las corrientes, de las malas maniobras de la mayor parte de los buques y la impericia de las tripulaciones» y el 30 de septiembre de 1818 cerró el caso y rehabilitó a Miguel de la Sierra en su empleo.
Miguel de la Sierra siguió a partir de entonces una carrera administrativa. A cargo del arsenal de Ferrol murió en 1827 con el rango de brigadier.

## Consecuencias
La victoria en la campaña naval de 1814 fue decisiva para la suerte de la revolución en el antiguo Virreinato del Río de la Plata.
Por una parte, impidió que España con el auxilio de la Santa Alianza contara con una base de operaciones para la expedición de Morillo, por lo que decidió desviarla al Caribe. Por otra, puso fin a los proyectos de Lima y Montevideo de actuar coordinadamente contra las Provincias Unidas e impidió, aunque momentáneamente, la injerencia portuguesa en la Banda Oriental. El triunfo favoreció de momento al Directorio y avaló la posición de quienes propugnaban la declaración de independencia, impulsando la convocatoria al congreso que finalmente la declararía en 1816. Si bien la escuadra fue prontamente desarmada, el control del Río de la Plata permitió las acciones de corso de Brown y Bouchard, facilitó la adquisición de pertrechos al Reino Unido y Estados Unidos y permitió mejorar las entradas de la Aduana. El importante botín del arsenal y fortificaciones de Montevideo permitió abastecer a los ejércitos revolucionarios que se encontraban en situación desesperada, especialmente en lo que a pólvora, artillería y fusiles se refería. Si bien buena parte fue derrochado en la guerra civil, permitió reforzar el ejército del Norte y, en menor medida, al naciente Ejército de los Andes.
Humberto F. Burzio afirma que fue «el episodio más trascendental de la Revolución de Mayo, el dominio del Río de la Plata, hecho cuya importancia militar y estratégica gravitó decisivamente en la campaña posterior de los Andes, reconocido por el propio Libertador San Martín, quedó ejecutado con a campaña triunfal del almirante Brown que personifica en ilustre figura el nacimiento de la marina de guerra».